# Пивоваров, Евгений Павлович
Евгений Павлович Пивоваров (укр. Євген Павлович Пивоваров; род. 4 ноября 1978, Харьков) — доктор технических наук, профессор кафедры технологии питания Харьковского государственного университета питания и торговли. Лауреат Государственной премии Украины в области науки и техники.
Народный депутат Украины IX созыва. Кандидат в народные депутаты от партии «Слуга народа» на парламентских выборах 2019 года (избирательный округ № 175, город Люботин, Дергачёвский район, часть Харьковского района). Беспартийный, проживает в Харькове.

## Образование
В 1995 году окончил УВК с лицеем № 149 (г. Харьков) с золотой медалью.
Полное высшее образование. В 2000 году окончил Харьковскую государственную академию технологии и организации питания по специальности «Технология питания», получил квалификацию инженера-технолога (диплом с отличием).

## Научная деятельность
23 октября 2003 года защитил диссертационную работу на соискание учёной степени кандидата технических наук по специальности 05.18.16 — технология продуктов питания.
23 декабря 2008 года решением Аттестационной коллегии МОН присвоено учёное звание доцента.
27 июня 2014 года защитил диссертационную работу на соискание учёной степени доктора технических наук по специальности 05.18.16 — технология пищевой продукции.
С 2014 года — по н.в. — профессор кафедры технологии питания ХГУПТ, г. Харьков
Общий стаж работы составляет 19 лет.
Член специализированного Ученого совета Харьковского государственного университета питания и торговли, руководитель научно-производственного кластера Учебно-научного института пищевых технологий и бизнеса.
Научная деятельность Евгения Павловича Пивоварова находится в плоскости создания инновационных технологий продуктов питания и совершенствования технологических процессов для их реализации.
Специалист по подготовке инженерных и научно-педагогических кадров, в том числе и высшей квалификации — подготовил четырёх кандидатов технических наук.
Основные результаты научной деятельности представлены в 139 научных работах, из них 121 научного и 18 учебно-методического характера.
Евгений Пивоваров получил 25 патентов и авторских свидетельств, разработал 27 нормативных документов — технических условий и технологических инструкций на новую продукцию.
Решение этих научных проблем имеет поддержку на высоком государственном уровне. В 2010 году Евгений Пивоваров получил грант Президента Украины для одаренной молодежи (Распоряжение № 263/2009-рп от 16.12.2009 г.) Для реализации проекта «Научные основы получения капсульных форм пробиотических микроорганизмов с использованием технологии управляемого высвобождения для профилактики микробиоценоза желудочно-кишечного тракта человека», что подчеркивает высокий потенциал его научной деятельности в реализации социальной политики обеспечения населения Украины высококачественными продуктами питания с лечебно-профилактическим действием.
Научные работы и накопленный им производственный опыт известны в Украине и за рубежом. Евгений Пивоваров вошёл в творческий коллектив авторов работы, которая получила Государственную премию Украины в области науки и техники на тему «Инновационные технологии производства пищевой продукции нового поколения массового потребления» (Указ Президента Украины № 329/2012 от 18.05.2012 г.).

## Преподавательская деятельность
Евгений Пивоваров — опытный учёный, квалифицированный лектор университета.
Читает курсы лекций по дисциплинам «Пищевые технологии», «Теоретические основы пищевых технологий», «Реализация систем управления качеством», «Методология научных исследований».
Трудолюбие, целеустремленность и ответственность позволили ему за короткий срок пройти яркий путь от аспиранта до кандидата технических наук (2003 г.), Доцента кафедры технологии питания (в 2008 г.) и доктора технических наук (2014 г.).
Осуществляет руководство работой аспирантов, научно-исследовательской работой студентов, курсовыми и дипломными проектами, магистерскими работами.
Пивоваров Евгений осуществляет подготовку научных кадров высшей квалификации. Под его руководством защищено 4 диссертационные работы на соискание учёной степени кандидата технических наук по специальности 05.18.16 — технология продуктов питания.

## Предпринимательская деятельность
Осуществление системной работы по научным исследованиям в области разработки инновационных технологий продуктов питания позволило внедрить научные и профессиональные достижения в предприятиях пищевой промышленности.
Является соучредителем двух современных фабрик по производству пищевой продукции, на которых организовано более 400 рабочих мест и ежегодно выпускается более 5000 тонн пищевой продукции.
Продукция производится под торговыми марками «Пикник-меню», «Creamoire», «Imperia», «Адмиральская», «Jolino», «Jolino Kids», «Bio-Revival».

## Волонтёрская деятельность
За весомый личный вклад в реализацию государственной политики по вопросам семьи, детей, женщин и молодёжи, активную общественную деятельность, профессионализм, преданность делу и по случаю Дня молодежи Евгений Павлович награждён Грамотой Харьковского областного совета (Распоряжение Харьковского областного совета № 62-н от 03.07.2013 г.).
Евгений Пивоваров, кроме научной деятельности, принимает активное участие в работе, направленной на предотвращение негативных проявлений и формирования здорового образа жизни в детской и молодежной среде. Несколько лет подряд участвовал в организации и проведении ежегодных акций «Анти — наркотик», «Жизнь без табака», «Анти — СПИД», «Сохранение репродуктивного здоровья молодёжи» и др. Занимался подготовкой волонтёров, которые работали в Харьковской области во время проведения «Евро-2012».
На волонтёрских началах проводил лекции, тренинги, мастер-классы для льготных категорий детей и молодёжи (дети — сироты и дети, лишённые родительской опеки, дети и молодёжь, которые освободились из мест лишения свободы, молодые матери, которые намеревались отказаться от новорождённого ребенка и т. п.) направленные на подготовку к самостоятельной жизни, приобретение навыков бытового самообслуживания и обеспечения здорового питания.

## Награды
- Грант Президента Украины для одаренной молодежи на 2010 год (Распоряжение Президента Украины от 16.12.2009 № 263/2009-рп)[8]

- Диплом стипендиата в области науки имени Георгия Федоровича Проскуры (по техническим наукам, 2011 г..)

- Государственная премия Украины в области науки и техники (Указ Президента Украины № 329/2012 от 18.05.2012 г..)

- Награда Харьковской областной государственной администрации «Молодёжный лидер года 2012» в номинации «Научная деятельность»;

- Диплом победителя I степени в номинации «Лучший отечественный товар 2013 года» за разработку и внедрение технологий масложировой продукции капсулированной. Диплом лауреата II степени «100 лучших товаров Украины — 2015».